# Osława Dąbrowa (przystanek kolejowy)
Osława-Dąbrowa – nieczynny przystanek osobowy w Osławie-Dąbrowej, w powiecie bytowskim, w województwie pomorskim, w Polsce. Przystanek jest nieczynny dla pasażerów. Na odcinku Lipusz-Bytów odbywa się wyłącznie ruch towarowy.